# Реакція Черняка — Айнгорна

Реакція Черняка — Айнгорна

Реакція Черняка — Айнгорна (англ. Tscherniac — Einhorn reaction) — уведення амідометильної групи в ароматичні кільця або в активовані метиленові групи в присутності сульфатної кислоти.
Крім N-оксиметиламідів в цю реакцію вступають також діоксиметильні похідні карбаміду, аміду бурштинової кислоти. Амідометилюються ароматичні сполуки ряду бензену, нафталіну, антрацену, аміни, аміди та сполуки з активованою метиленовою групою. Вихідні метилоламіди отримують оксиметилюванням амідів формальдегідом у присутності основ.